# Valentinus
Valentinus, Valentino Leoni, född i Rom, var påve från cirka 27 augusti till cirka 6 oktober 827, enligt Liber Pontificalis.

## Biografi
Valentinus var från Roms Via Lata-distrikt. Han inträdde i kyrkans tjänst vid unga år. Hans biograf i Liber pontificalis lovordar hans fromhet och rena moral, vilket fick Paschalis I (817-824) att beskydda honom. Paschalis vigde honom till kyrkan i Lateranpalatset, och utsåg honom till ärkediakon över Roms stift.
Under Paschalis efterträdare Eugenius II (824-827) behöll Valentinus sin inflytelserika ställning, och efter Eugenius död den 27 augusti 827 valdes han enhälligt till påve, av prästerskapet, adeln och folket i Rom. Valet ägde rum i Lateranpalatset, varpå sällskapet fortsatte till Santa Maria Maggiore där Valentinus ledde bönen. Sedan fördes han till Lateranbasilikan och uppsteg på biskopstronen. Efter detta, troligen nästföljande söndag, konsekrerades han till Petri efterträdare som biskop av Rom och påve.
Inget är känt om Valentinus pontifikat. Enligt Liber Pontificalis varade pontifikatet endast 40 dagar; vittnesmål i Einhards Annales anger istället att det varade knappt en månad.
Valentinus är begravd i Peterskyrkan.